# Lernanthropinus forficatus
Lernanthropinus forficatus is een eenoogkreeftjessoort uit de familie van de Lernanthropidae. De wetenschappelijke naam van de soort is voor het eerst geldig gepubliceerd in 1949 door Redkar, Rangnekar & Murti.